# Rhynchoribates rostratus
Rhynchoribates rostratus är en kvalsterart som beskrevs av Grandjean 1929. Rhynchoribates rostratus ingår i släktet Rhynchoribates och familjen Rhynchoribatidae. Inga underarter finns listade i Catalogue of Life.